# Katalin Fodor
Katalin Fodor (* 26. April 1966) ist eine ehemalige italienische Fußballspielerin.

## Karriere
Fodor spielte in Deutschland zunächst von 1991 bis 1995 für Grün-Weiß Brauweiler durchgängig in der Gruppe Nord der seinerzeit zweigleisigen Bundesliga. Sie bestritt in diesem Zeitraum 38 Bundesligaspiele, in denen sie sechs Tore erzielte – alle in ihrer zweiten Saison. Ihr Bundesligadebüt erfolgte am 8. Dezember 1991 (9. Spieltag) beim 3:0-Sieg im Heimspiel gegen den KBC Duisburg; anschließend kam sie in elf weiteren Begegnungen zum Einsatz. Ihre ersten drei von sechs Toren gelangen ihr an den ersten drei Spieltagen der Saison 1992/93 (4:0 vs. VfR Eintracht Wolfsburg am 16. August 1992, 2:2 vs. KBC Duisburg am 23. August 1992, 3:0 vs. SSG 09 Bergisch Gladbach am 3. September 1992). Nach ihren 16 Saisonspielen wurde sie auch im Finale um den DFB-Pokal eingesetzt; in der am 12. Juni 1993 im Berliner Olympiastadion gegen den TSV Siegen mit 5:6 i. E. verlorenen Begegnung wurde sie in der 90. Minute für Claudia Klein eingewechselt. In ihren letzten beiden Saisonen wurde sie in sieben und drei Spielen eingesetzt.
Später, in der Saison 1999/2000, trat sie für den Bundesligisten FFC Flaesheim-Hillen in einem Punktspiel in Erscheinung.

## Erfolge
- Meisterschaftsfinalist 1992, 1994, 1995 (jeweils ohne Finaleinsatz)
- Meister 2. Bundesliga Nord 1995
- DFB-Pokal-Sieger 1994 (ohne Finaleinsatz), -Finalist 1993